# 埃罗省
埃罗省（法語：Hérault，法語：[eʁo]）是法國奧克西塔尼大區所轄的省份，東鄰地中海。該省編號為34。

## 連結
- （法文） Prefecture website（页面存档备份，存于）
- （法文） Conseil Général website （页面存档备份，存于）
- （英文） The Hérault Tourist Board（页面存档备份，存于）
- （英文） Canal du Midi （页面存档备份，存于）
- （英文） Official tourist office website for Béziers（页面存档备份，存于）
- "A Force in Gaul" （页面存档备份，存于）, in On Something by Hilaire Belloc (1910).
- 法国埃罗省中国官网 （页面存档备份，存于）